# Paul Wessel
Paul Wessel (* 9. April 1904 in Plauen; † 20. Januar 1967 in Berlin) war Politiker in der DDR. Von 1949 bis 1950 war er kurzzeitig Mitglied des Kleinen Sekretariats des Parteivorstandes der SED.

## Leben
Als Sohn eines Arbeiters absolvierte er nach dem Abschluss der Volksschule 1918 eine Ausbildung als Metallarbeiter. Er besuchte die Fortbildung- und Gewerbeschule und arbeitet bis 1926 als Buchhalter. Er trat 1918 der Sozialistischen Arbeiterjugend bei und war 1921 bis 1932 Mitglied der SPD und 1926 bis 1927 Korrespondent der SPD-Landtagsfraktion von Sachsen. 1924 besuchte er die Parteischule in Gera/Tinz. 1929 bis 1938 war er Arbeiter bzw. Meister in den Chemischen Werken Wolfen. 1932/33 war er Mitglied der SAP. 1938 arbeitete er als Obermeister eines Kunstseidewerkes in Athen und hielt sich anschließend in der Schweiz und Italien auf. Von 1939 bis 1946 war er als Meister in der Agfa-Filmfabrik Wolfen tätig.
Seit Juli 1945 war er Vorsitzender der SPD-Ortsgruppe Wolfen, ab Anfang 1946 Leiter der Wirtschaftsabteilung der SPD für die Provinz Sachsen in Halle (Saale), nach der Zwangsvereinigung von SPD und KPD gemeinsam mit Otto Herbert von der KPD Leiter der Wirtschaftsabteilung des SED-Landesverbandes Sachsen-Anhalt.
Bei den halbfreien Landtagswahlen in der SBZ 1946 wurde er im Wahlbezirk II (Burg, Magdeburg, Schönebeck, Jerichow I, Wolmirstedt, Haldensleben, Wanzleben) in den Landtag Sachsen-Anhalt gewählt. Im Landtag war er Vorsitzender des Wirtschaftsausschusses und Mitglied des Verkehrsausschusses sowie der Transport-Kommission. Am 31. März 1950 legte er sein Landtagsmandat nieder.
Am 14. Dezember 1948 wurde er gemeinsam mit Walter Ulbricht vom Landtag in die Deutsche Wirtschaftskommission der Sowjetischen Besatzungszone gewählt. Schließlich war er bis 1949 Sekretär des SED-Landesverbandes in Halle (Saale). Seit 1948 auch Mitglied des Volksrates der SBZ, wurde er nach Gründung der DDR im Oktober 1949 Mitglied der Provisorischen Volkskammer und im November 1949 in den neugebildeten Wirtschaftsausschuss der Volkskammer gewählt. Von 1949 bis 1950 war er Mitglied des Kleinen Sekretariats des Politbüros des Parteivorstandes der SED.
Als ehemaliges SPD-Mitglied war Paul Wessel Anfang der 1950er Jahre Gegenstand der innerparteilichen Säuberungen. Neben Käthe Kern war er der einzige Landtagsabgeordnete, der aus der ehemaligen SPD stammte und der diese Säuberungen überstand. Die entstehende Staatssicherheit hatte für den Kampf gegen den "Sozialdemokratismus" die Gruppenakte "Salpeter" angelegt, in der die ehemaligen SPD-Mitglieder, darunter auch Paul Wessel erfasst und überprüft wurden. Paul Wessel wurde bei dieser Untersuchung als loyaler Parteigänger der SED bestätigt. Dennoch erschien ein ehemaliger Sozialdemokrat im Politbüro ein Risiko. Das Problem wurde gesichtswahrend gelöst: Wessel besuchte Mitte 1950 die Parteihochschule „Karl Marx“. Da er dadurch nicht den im Juli tagenden III. Parteitag der SED besuchen konnte, konnte er nicht erneut kandidieren und nicht wiedergewählt werden. 
Nach dem Besuch der Parteihochschule war er von 1951 bis 1960 stellvertretender Direktor der Deutschen Handelszentrale (DHZ) Chemie bzw. stellvertretender Generaldirektor und Leiter der Abteilung Handelspolitik des Außenhandelsbetriebes Bergbau-Handel. 
Nach dem Volksaufstand des 17. Juni 1953 geriet er erneut in das Visier der Sicherheitsbehörden. Stasi, Betriebsparteisekretär und Kreisparteikontrollkommission suchten nach Hinweisen für eine feindliche Gesinnung. Es ergaben sich aber lediglich geringfügige Verfehlungen: So hatte er z. B. eine Woche lang kein Parteiabzeichen getragen und das Wort "Vopo" (für Volkspolizist) verwendet, was als RIAS-Sprache bewertet wurde. Zudem gehörte Paul Wessel zum Bekanntenkreis des ehemaligen Landtagspräsidenten Bruno Böttge. Nach dessen Verhaftung riet das Ministerium für Staatssicherheit, auch Wessel zu verhaften. Ein Kompetenzstreit zwischen der Stasi Magdeburg und Halle bewahrte ihn vor diesem Schicksal. Er blieb jedoch weiterhin unter Beobachtung der Stasi.
Von 1961 bis 1965 war er Handelsrat der Botschaft der DDR in Pjöngjang und danach Mitarbeiter im Ministerium für Außenhandel und Innerdeutschen Handel.

## Auszeichnungen
- 1960 Orden Banner der Arbeit